# Giorgio Vignali
Giorgio Vignali (Roma, 27 agosto 1954) è un produttore televisivo, sceneggiatore, attore e regista italiano.

## Biografia
Debutta nel mondo dello spettacolo come autore nel 1978 con una commedia dal titolo Cercarsi. Inizia la carriera di attore nel 1980 interpretando commedie come Operazione di Stefano Reali e The toilet di LeRoi Jones, con la collaborazione di Andrea Pazienza. Nell'ambito cinematografico interpreta diversi ruoli in film cult di successo come  Sapore di mare regia di Carlo Vanzina, Sapore di mare 2 - Un anno dopo, regia di Bruno Cortini, Bomber, regia di Michele Lupo, con Bud Spencer e Jerry Calà, Grand Hotel Excelsior, regia di Castellano e Pipolo, Giochi d'estate, regia di Bruno Cortini, Mezzo destro, mezzo sinistro - 2 calciatori senza pallone, regia di Sergio Martino, Si ringrazia la regione Puglia per averci fornito i milanesi, regia di Mariano Laurenti.
Inoltre interpreta telefilm della comicità italiana come Ferragosto O.K., regia di Sergio Martino, Professione vacanze, regia di Vittorio De Sisti, Colletti bianchi, regia di Bruno Cortini, Casa Vianello, Cascina Vianello, Cluedo. Interpreta anche ruoli in drammatici come nella serie Non siamo soli, regia di Paolo Poeti, con Massimo Dapporto, Dominique Sanda e Massimo Wertmüller. Nel 1985 per il film Giochi d'estate riceve dal comune di Roma e dal Ministero dello Spettacolo, il premio Oscar dei Giovani come migliore promessa del cinema e dello spettacolo e debutta come autore nel programma L'Orecchiocchio, condotto da Fabio Fazio; i due scrivono altri programmi andati in onda sulla Rai, come Hit'84, Jeans, Improvvisando, Un disco per l'estate, Chi c'è c'è.
Collabora con Rodolfo Sonego, Stefano Reali, Salvatore Basile, Carlotta Ercolino e Gino Bramieri per molti spettacoli teatrali e sceneggiature per cinema e TV,e ha scritto più di 100 episodi su Nonno Felice e ha vinto il Telegatto per la migliore serie italiana di commedia. Nello stesso anno crea il primo reality show italiano sull'amore, intitolato Stranamore, con cui ha vinto 2 Telegatti, perché è stato il successo più importante di tutta la TV italiana. Dopo solo tre episodi ha guadagnato l'amore e la fedeltà di più della metà del pubblico televisivo italiano.
Nel 1998 ha creato due nuovi format di spettacoli di memoria: Matricole e Meteore, due grandi successi di pubblico e critico per Italia 1. Nel 2001 collabora allo spettacolo C'è posta per te di Maria De Filippi che cresce così tanto di ascolti da diventare il vincitore del Telegatto per lo show più popolare nel 2001. Continua a firmare grandi successi, soprattutto in serie televisive come Due per tre, Io e la mamma, Finalmente soli, Il mammo, Don Luca e altre serie televisive per Disney Channel Italia. Tutti sono grandi successo di pubblico e sono ancora in onda sui canali Mediaset. In totale ha scritto più di 470 episodi di varie serie televisive.
Dal 2007 è produttore della trasmissione in onda su Italia 1 Saturday Night Live from Milano, ed è stato il primo produttore del mondo ad avere il permesso di realizzare una versione straniera dello spettacolo americano, che dal 1975 al 2007 non ha mai lasciato gli Stati Uniti. Nel 2011 Saturday Night Live from Milano diventa il vincitore del pubblico di spettacolo di tarda serata italiana. Nel 2012 interrompe la sua collaborazione con Mediaset, lavora in RAI nel famoso spettacolo Quelli che il calcio e su SKY fino al 2014.
Dal 2015 comincia a pensare ad un nuovo modo per creare la TV, e crea 5 nuove serie televisive con contenuti, interessi e collaborazioni internazionali e un film con un'idea straordinaria di interesse globale. Collabora con Federico Bellone nel musical Houdini e ha scritto Anastasia, il musical per la produzione Fascino di Roma. Creativo e scrittore per quasi 600 spot televisivi Mediaset e Rai. Ha sviluppato lunghi e brevi spot: spiccano marchi come Ferrero, Kelemata, Mapei, Poolpharma, Ferrarini, Alitalia, Mailbox, Cadey, Algida, Findus, Parmacotto, Coconuda, Davidoff Eau de Parfums, Dixan, Telecom, Valsoja, Valleverde, Kia, Mitsubishi, Uliveto, MSC, Fiorucci, Motta, Lumberjack, Gentilini, Sammontana, Beghelli, Infostrada, Vento, OVS.

## Filmografia

### Attore

#### Cinema
- Bomber, regia di Michele Lupo (1982)[1]
- Sapore di mare, regia di Carlo Vanzina (1982)[2]
- Grand Hotel Excelsior, regia di Castellano e Pipolo (1982)
- Si ringrazia la regione Puglia per averci fornito i milanesi, regia di Mariano Laurenti (1982)
- Non siamo soli, regia di Paolo Poeti (1983)
- Sapore di mare 2 - Un anno dopo, regia di Bruno Cortini (1983)
- Zero in condotta, regia di Giuliano Carnimeo (1983)
- Giochi d'estate, regia di Bruno Cortini (1984)[3]
- Mezzo destro mezzo sinistro - 2 calciatori senza pallone, regia di Sergio Martino (1985)[4]
- L'estate sta finendo, regia di Bruno Cortini (1987)
- I giorni randagi, regia di Filippo Ottoni (1988)
- Il colore della vittoria, regia di Vittorio De Sisti (1989)
- Torno a vivere da solo, regia di Jerry Calà (2008)
- Criminali si diventa, regia di Luca Trovellesi Cesana (2021)[5]
- La Città dei Santi di Carta, regia di Pascal Pezzuto (2022)[6]

#### Televisione
- Professione vacanze, regia di Vittorio De Sisti – serie TV (1986)
- Ferragosto OK, regia di Sergio Martino – miniserie TV (1986)[7]
- Colletti bianchi, regia di Bruno Cortini – serie TV (1988)
- Nonno Felice, regia di Giancarlo Nicotra – sitcom, episodio: "Incontri ravvicinati di brutto tipo" (1993)
- Casa Vianello – serie TV (1995)
- Cascina Vianello – serie TV (1996)

### Sceneggiatore
- Criminali si diventa, regia di Luca Trovellesi Cesana (2021)[8]

## Teatro

### Produttore
- 2012/2013 Ti ricordi il varietà
- 2013/2014 Di mamma ce n’è una sola... per fortuna!
- 2014 Miiff Milano International Film Festival 14ª Edizione
- 2015 ONE MAN CHEF al Salone Margherita di Roma.
- 2015 Dirty Jobs 20 ep. - USA Creatore progetto
- 2016 The Gambino’s Family 13 ep. Creatore progetto
- 2016 The Malaysian Tiger 13 ep. Creatore progetto
- 2017 Monnalisa Film di 90 minuti
- 2018 M.M.M.(Movies Make Money) Cortometraggio

## Televisione

### Autore e scrittore TV
- 2014 La ricetta del gol
- 2015 Easy Sid quickley done
- 2016 War of wineries
- 2016 The world trip in 80 Kitchens
- 2016 Beer master

#### Rai 1
- 1984 Hit' 84

#### Rai 2
- 1985 Improvvisando
- 1985 Un disco per l'estate
- 1986 Improvvisando
- 1986 Chi c'è c'è
- 2009/2011 Quelli che il calcio

#### Rai 3
- 1984/1985 Dancemania
- 1984 Orecchiocchio
- 1985/1986 Jeans
- 1988 Missione Sanremo

#### Rete 4
- 2002 7 Vizi capitali
- 2004/2005 Stranamore
- 2006 Mediashopping

#### Canale 5
- 1990 Casa dolce casa
- 1994/2003 Stranamore
- 1995 Baciami stupido
- 1995/1997 Scherzi a parte
- 1996 Non dimenticate lo spazzolino da denti
- 1996 Sembra facile
- 1997 Scherzi a parte
- 1999 Beato tra le donne
- 1999 Scommesse al bar
- 1999 Le faremo sapere
- 2000 Beato tra le donne
- 2001 Provini
- 2001 C'è posta per te
- 2004 Il contadino cerca moglie
- 2005 Sei un mito
- 2013 Ti ricordi il varietà

#### Italia 1
- 1991 Dido Menica
- 1994 Generazione X
- 1997 Non dimenticate lo spazzolino da denti
- 1998/1999 Il brutto anatroccolo
- 1998/1999 Meteore
- 1998/2001 Matricole
- 2000 Addio al celibato
- 2001 Proposta indecente
- 2002 Gemelli
- 2003 Matricole & Meteore
- 2003 Sliding doors
- 2004 La fattoria
- 2005 Comedy club
- 2006/2011 Saturday Night Live from Milano
- 2008 Candid Camera Show
- 2008 SNL Speciale Capodanno
- 2009 Matricole & Meteore

#### TelePiù
- 2006/2011 Oliver & Digit

#### MediasetPremium
- 2005/2006 Cinema
- 2005 Concerti M.P. Luciano Ligabue
- 2005 Concerti M.P. Biagio Antonacci
- 2007 Cinema Première
- 2009/2010 Premium Cinema

#### Sky
- 2013 Dimmi di si (Ita -Usa)

#### Real Time
- 2017 War of wineries

### Sceneggiatore

#### Rai 1
- 1998 Splendido Splendente con Teo Teocoli

#### Canale 5
- 1991/1993 Nonno Felice, con Gino Bramieri, Franco Oppini, Paola Onofri - 68 episodi
- 1994/1995 Norma e Felice, con Gino Bramieri, Franco Oppini, Franca Valeri - 32 episodi
- 1995/1997 Due per tre, con Johnny Dorelli, Loretta Goggi - 42 episodi
- 1997/1998 Io e la mamma, con Gerry Scotti, Delia Scala
- 1999/2005 Finalmente soli, con Gerry Scotti, Maria Amelia Monti
- 2001 Don Luca, con Luca Laurenti, Paolo Ferrari - 7 episodi
- 2000 Tutto suo figlio, con Massimo Boldi
- 2002/2003/2006 Il mammo, con Enzo Iacchetti, Natalia Estrada - 44 episodi

#### Italia 1
- 1997 Tutti gli uomini sono uguali
- 2007 Uaemmsiei
- 2009 Motel

#### DisneyChannel
- 2003/2005 Skatenati - 42 episodi
- 2005 L'ora della magia - 10 episodi

#### 5Stelle
- 1992/1993 La voglia matta - 80 episodi

### Produttore

#### Italia 1
- 2006/2011 Saturday Night Live from Milano - 51 episodi[9]
- 2008 Candid Camera Show - 30 episodi

### Regista
- 1994/1995 Norma e Felice con Gino Bramieri, Franco Oppini, Franca Valeri
- Saturday Night Live – All Editions – The shorts Movies Inside
- La ricetta del gol
- Ti ricordi il varietà
- Easy Said, quickley done
- Beer master
- War of wineries
- M.M.M. (Movies Make money)